# 't Venster (Baarn)
Villa 't Venster is een gemeentelijk monument aan de Nassaulaan in de Transvaalwijk van Baarn in de provincie Utrecht.
De villa is net als de panden op nummer 32 en 34 ontworpen door architect Jac. G. Veldhuizen. Eerste bewoner was M.J. Ditmars.
De erker aan de rechterzijde loopt door over twee bouwlagen. Bovenaan deze topgevel is een balkon. Links is een driezijdige serre, met op een loggia erboven. Net als vaak in deze tijd werden ook hier bakstenen balkonhekjes gemaakt. De bovenlichten zijn voorzien van glas-in-loodramen.